# 田口真一
田口 真一（たぐち しんいち、1984年12月1日 - ）は、日本の音楽家である。アコースティックデュオ・タオルズのボーカル・ギター・コーラスを担当している。日本コロムビアからメジャー・デビューしたが、その後インディーズレーベルであるトイズファクトリーミュージック -おもちゃ工房に所属。現在はOFF THE BALLに所属。タオルズの曲の作詞作曲を一部てがけ、ライブMCでは中心的役割を担う。

## 来歴
1984年12月1日生まれ。大田区立調布大塚小学校、大田区立田園調布中学校、東京高等学校、4年制大学を卒業。中学、高校と野球部に所属。自己満足で始まった路上ライブ中にもらったチラシをきっかけに、ダメもとで出てみた2003年8月のNHKサマーソングバトルに予選トップの成績で通過し、決勝に進出した。代表曲「君に幸あれ」は2003年10月から2005年3月までの爆笑オンエアバトルとウインターソングバトルと2004年4月から2005年3月までの熱唱オンエアバトルのそれぞれのEDテーマ曲となり、反響を巻き起こした。それを契機にメジャーとなり、2006年には、「100本ノック'06～キャプテン、ズボンが破れてます～」と題して、路上ライブを含め、100本のライブを行った。2007年から「東京物語～捕まったら即撤収!始末書ツアー～」を行った。2009年2月「アウトレット」発売を記念して「アウトレット直売ツアー2009～何故ならCD屋にはないからです。～」を行った。2009年12月にフルアルバム「アウトレット2」を発売した。精力的に楽曲制作も行っていて、最近は全国で活動を行っている。
2010年はタオルズ結成10周年アニバーサリー企画として「全曲ライブ2DAYS」を渋谷PLUGで行い、リリースした全44曲全てを3月4日・5日の二日間で歌いきった。

## 人物
- 好きなスポーツは野球、サッカーなど。
- 趣味・特技はDVDを見る・ジム通い・TVのチェック・ディズニーランドの研究など。
- 好きなプロ野球チームは西田と同じ東京ヤクルトスワローズである。
- 尊敬する歌手は広沢タダシ。
- ライブのMCでは、ボケ役が多い。

## エピソード
2000年の高校受験が終わり中学の同級生が音楽ユニットを次々と結成していたとき、お声のかからなかった野球部の肥満児ふたりが結成したのがタオルズだった。